# Une institution avec deux noms
 (juillet 2025).
Le contenu est difficilement compréhensible vu les erreurs de traduction, qui sont peut-être dues à l'utilisation d'un logiciel de traduction automatique.

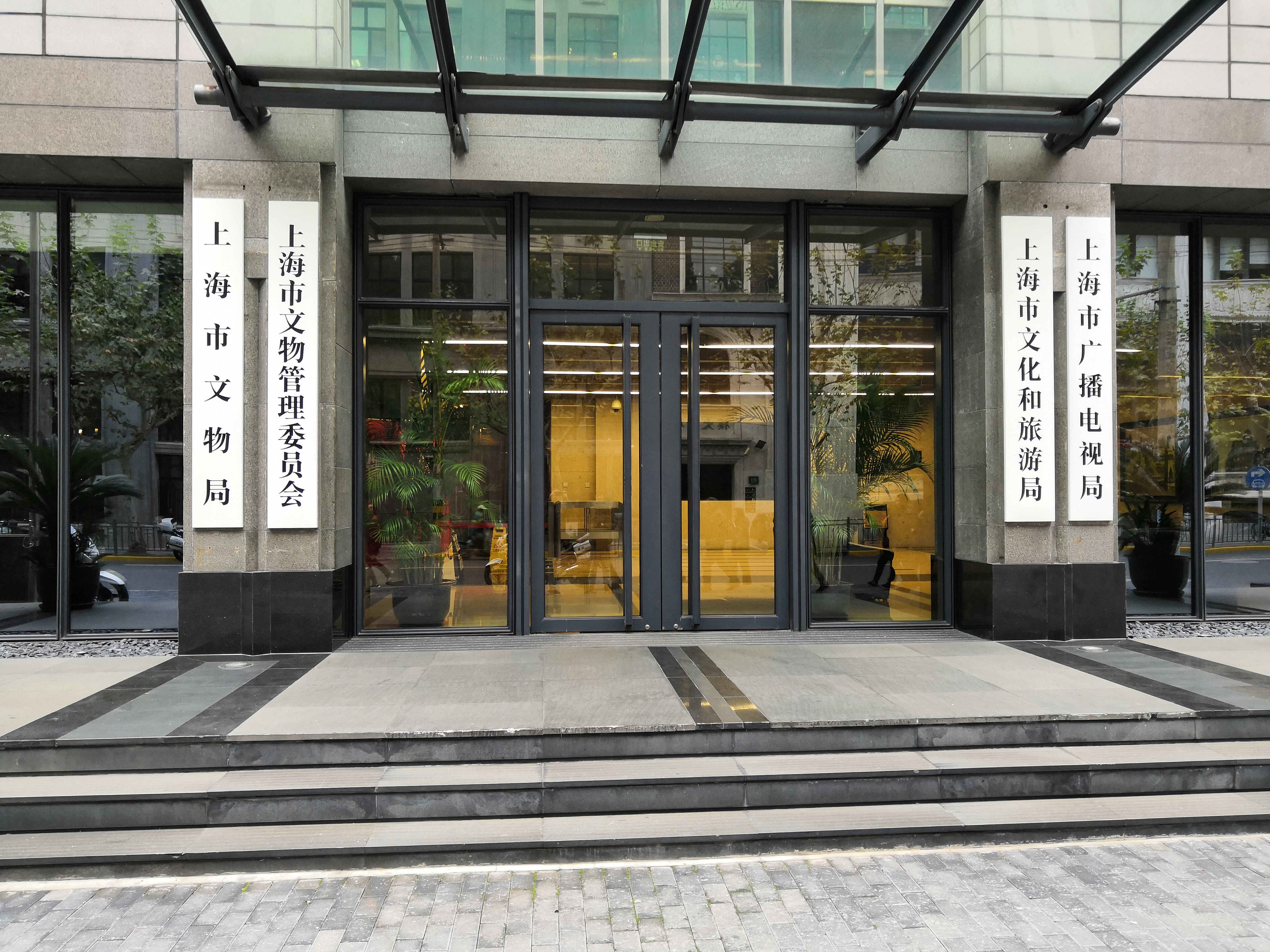
L'entrée de l'ancien bâtiment du Bureau municipal de la culture et du tourisme de Shanghai (上海市文化和旅游局), avec des panneaux supplémentaires du « Bureau municipal des reliques culturelles de Shanghai » (上海市文物局), Les plaques signalétiques du « Bureau de la radio et de la télévision de Shanghai » (上海市广播电视局) et du « Comité de gestion des reliques culturelles de Shanghai » (上海市文物管理委员会) sont visibles.

« Une institution avec deux noms » (chinois : 一个机构两块牌子 ; pinyin : yīgè jīgòu liǎng kuài páizi ; littéralement : « une agence, deux signes ») est un système bureaucratique au sein du gouvernement chinois. Une agence gouvernementale n'existe que de nom, ses fonctions étant en pratique exercées par une autre agence ou une organisation du Parti communiste chinois (PCC). De ce fait, une institution dispose de deux ou plusieurs noms gouvernementaux qu'elle peut utiliser de manière sélective pour des raisons politiques, historiques ou bureaucratiques. Ce type de système, courant jusqu'au milieu des années 1980, a été largement relancé par les réformes entamées en 2017,.
En général, le maintien du nom d'une institution d'État vise à permettre à l'institution du Parti de l'utiliser lorsque cela est juridiquement ou esthétiquement approprié. Par exemple, un nom peut être utilisé en Chine et un autre pour les relations avec des institutions étrangères. Cet arrangement peut être réalisé soit par « ajout d'un nom » (加挂牌子 ; jiā guà páizi), soit par « conservation d'un nom en externe » (对外保留牌子 ; duìwài bǎoliú páizi). Cet arrangement est parfois appelé « une institution, deux marques ».
Dans la nomenclature bureaucratique chinoise, « une institution avec deux noms » se distingue des « bureaux colocalisés » (chinois : 合署办公 ; pinyin : héshǔ bàngōng). Dans ce dernier cas, deux institutions ou agences conservent leur structure et leur personnel distincts et ne partagent que les bureaux et les ressources matérielles.

## Ajout de nom
Une organisation peut adopter un nom supplémentaire lorsqu'elle est responsable de plusieurs tâches ou lorsqu'elle traite avec des institutions étrangères. Cela se produit lorsque deux institutions ou bureaux fusionnent, l'institution d'origine assumant les responsabilités et les fonctions du bureau fusionné en utilisant uniquement ses ressources existantes. Ces organisations n'ont généralement pas de direction ni de personnel distincts en raison de noms supplémentaires.

## Conservation externe d'un nom
On entend par « conservation externe d'un nom » le fait qu'une organisation qui en a absorbé un autre puisse continuer à utiliser le nom de cette organisation à des fins administratives. Par exemple, le Département du travail du Front uni (DTFU) (institution du Parti communiste) utilise le nom du Bureau des affaires chinoises d'outre-mer (BACOM) (institution d'État), absorbé en 2018, pour ses déclarations relatives aux affaires chinoises à l'étranger. Dans ce cas, l'organisation peut disposer d'une équipe de direction distincte, qui peut également exercer simultanément la direction de l'organisation principale (par exemple, Chen Xu est officiellement directeur du BACOM et directeur adjoint du DTFU). Dans certains cas, l'organisation peut sembler conserver ses structures internes (par exemple, l'Administration spatiale nationale chinoise semble avoir une structure interne importante et est un nom conservé pour le ministère de l'Industrie et des Technologies de l'information).

## Exemples

### Exemples de noms internes
Selon la chercheuse Anne-Marie Brady, le Bureau d’information du Conseil d’État est un exemple de « visage public » du « travail de propagande étrangère » du Département central de propagande du Parti communiste chinois.
- Commission militaire centrale du Parti communiste chinois et Commission militaire centrale de la République populaire de Chine
- Administration du cyberespace de Chine et Bureau de la Commission centrale des affaires du cyberespace
- Bureau des affaires de Taïwan du Conseil des affaires d'État et Bureau de travail de Taïwan du Comité central du Parti communiste chinois
- Bureau des affaires de Hong Kong et de Macao du Conseil des affaires d'État et Bureau de travail de Hong Kong et de Macao du Comité central du Parti communiste chinois
- Bureau de liaison de Hong Kong et Comité de travail de Hong Kong du Comité central du Parti communiste chinois
- Bureau de liaison de Macao et Comité de travail de Macao du Comité central du Parti communiste chinois
- Fédération nationale de l'industrie et du commerce de Chine et Chambre nationale de l'industrie et du commerce de Chine
- Instituts chinois des relations internationales contemporaines et 11e Bureau du ministère de la Sécurité d'État

Le comité interne du PCC des universités publiques chinoises et le bureau du président des universités fonctionnent de plus en plus comme une seule institution portant deux noms.

### Exemples de noms conservés en externe
- Administration nationale des affaires religieuses (relevant du Département du travail du Front uni)
- Bureau des affaires chinoises d'outre-mer (relevant du Département du travail du Front uni)
- Bureau d'information du Conseil des affaires d'État (relevant du Département central de la propagande)
- Administration nationale de la presse et des publications (relevant du Département central de la propagande)
- Administration nationale des droits d'auteur (relevant du Département central de la propagande)
- Administration nationale du cinéma de Chine (relevant du Département central de la propagande)
- Académie chinoise de gouvernance (relevant de l'École centrale du Parti communiste chinois)